# اینتو پراپرتیز
اینتو پراپرتیز (انگلیسی: Intu Properties) شرکت املاک بریتانیایی است، که در سال ۱۹۸۰ تأسیس شد.